# Pseudaspidoproctus zimmermanni
Pseudaspidoproctus zimmermanni är en insektsart som först beskrevs av Robert Newstead 1911.  Pseudaspidoproctus zimmermanni ingår i släktet Pseudaspidoproctus och familjen pärlsköldlöss.
Artens utbredningsområde är Tanzania. Inga underarter finns listade i Catalogue of Life.